# Joakim Berg
Herbert Joakim "Jocke" Berg, född 16 mars 1970 i Eskilstuna, är en svensk låtskrivare, sångare och gitarrist, bland annat som medlem i gruppen Kent.

## Biografi
Berg är uppvuxen i Eskilstuna. Han tog studenten vid S:t Eskils gymnasium och är numera bosatt i Stockholm.
Han är sångare, gitarrist och låtskrivare i gruppen Kent från dess tillblivelse år 1990 till gruppens nedläggning 2016. Berg har också haft ett sidoprojekt tillsammans med Peter Svensson från Cardigans, vid namn Paus, och har även skrivit låtar för Titiyo, Lisa Miskovsky, Petra Marklund, Freddie Wadling, Erik Hassle, Zara Larsson och Veronica Maggio.
Bergs musicerande drivs organisatoriskt genom hans aktiebolag TFD Enlightment och dess dotterbolag Cannoli. Berg är även suppleant i Adam Bergs bolag King of Nothing AB, som bland annat gör musikvideor och reklamfilmer.
2014 blev Berg tilldelad H.M. Konungens medalj i guld av 8:e storleken av Kung Carl XVI Gustaf, med motiveringen: "För framstående insatser inom svensk populärmusik."
Det 27 maj 2022 utgavs Bergs första soloalbum – Jag fortsätter glömma. 
Den 9 oktober 2022 blev det officiellt att Joakim Berg är en av de tre medlemmarna i bandet Dead People.

### Familj
Joakim Berg är äldre bror till regissören Adam Berg.

## Priser och utmärkelser
- 2002 – Grammis som "Årets textförfattare" och "Årets kompositör"
- 2003 – Grammis som "Årets producent"
- 2005 – Platinagitarren
- 2014 – H.M. Konungens medalj i guld av 8:e storleken för framstående insatser inom svensk populärmusik
- 2015 – Grammis för Tigerdrottningen i kategorin "Årets textförfattare"
- 2016 – Grammis som "Årets Rock"

## Diskografi
Se också diskografi Kent och Paus.
Soloutgivningar
- 2011  – Det känns perfekt (singel, svenskspråkig version av "You Might Think" av The Cars)
- 2022  – Jag fortsätter glömma (album)[8]

Som producent/låtskrivare för andra artister
- 1997 – Jenny Öhlund - Den allra sista sången (låtskrivare tillsammans med David Shutrick)
- 2001 – Stakka Bo – Jr. (låtskrivare, 2 låtar)
- 2001 – Titiyo – Come Along (textförfattare)
- 2003 – Lisa Miskovsky – Fallingwater (låtskrivare/producent)
- 2005 – Freddie Wadling - Jag är monstret - Drömmarna (låtskrivare)
- 2006 – Lisa Miskovsky – Changes (låtskrivare/producent)
- 2008 – Olle Ljungström - Andra sjunger Olle Ljungström - Nåt för dom som väntar (sångare)
- 2009 – Andreas Tilliander - Arlanda (textförfattare, sångare)
- 2011 – Erik Hassle – Mariefred Sessions (låtskrivare)
- 2012 – Alina Devecerski – Maraton (låtskrivare, 2 låtar)
- 2012 – Petra Marklund - Inferno (låtskrivare, 4 låtar)
- 2012 – Avicii - I’ll Be Gone (sångare)[9]
- 2012 – Morten Harket - Lightning (låtskrivare tillsammans med Martin Sköld)
- 2013 – Christel Alsos - Let's Pretend (låtskrivare)
- 2013 – Adrian Lux - Wild Child (låtskrivare/Gitarriff)
- 2015 – Lisa Nilsson - Innan vi faller (låtskrivare, duett)
- 2016 – Johnossi - Alone In The Summer (låtskrivare)
- 2017 – Johnossi - War/Rain (låtskrivare)
- 2017 – Zara Larsson - Only You (låtskrivare)
- 2017 – Sophia Somajo – A Million Songs (medlåtskrivare, medproducent)[10][11]
- 2018 – Veronica Maggio - 20 Questions (låtskrivare)
- 2018 – Esther Vallee - Hardcore (låtskrivare)
- 2019 – Avicii - Tim (medlåtskrivare, 3 låtar)
- 2019 - Veronica Maggio - Fiender är tråkigt (EP) - (låtskrivare, producent, körsång, gitarr)
- 2022 - Ghost - Impera (medlåtskrivare, 2 låtar)
- 2023 - Aimée - Hurt Like Hell (medlåtskrivare)
- 2023 - Molly Hammar - All My Friends (medlåtskrivare)
- 2023 - Lars Winnerbäck - Neutronstjärnan (producent)